# オリジナルカラオケ (CHAGE and ASKAのアルバム)
『オリジナルカラオケ』（規格品番：D20P-6254 / JANコード：4988013348837）はチャゲ&飛鳥のカラオケ・アルバムである。1988年9月21日発売。

## 解説
チャゲ&飛鳥はポニーキャニオン移籍後、当時発売していたEP盤やCDシングル盤にオリジナル・カラオケを収録しておらず、カセット盤にのみカラオケを収録していた。本作は、CDシングル未収録のオリジナル・カラオケをまとめて収録している。全曲シングルバージョンで収録されている。
公式サイトのディスコグラフィには記載されていないが、カラオケ音源はCDに収録されているオリジナル音源であり、ポニーキャニオンから公式に発売されたものであり、海賊盤ではない。同時期に同デザインで、アイドル（うしろ髪ひかれ隊など）のカラオケ盤も発売されている。
現在は廃盤となっている。

## 収録曲
| #         | タイトル                          | 作詞      | 作曲      | 編曲                        | 時間 |
| --------- | --------------------------------- | --------- | --------- | --------------------------- | ---- |
| 1.        | 「ラプソディ」                    |           | 飛鳥涼    | 西平彰、十川知司            | 5:06 |
| 2.        | 「恋人はワイン色」                |           | 飛鳥涼    | 西平彰                      | 4:48 |
| 3.        | 「ロマンシングヤード」            |           | CHAGE     | 瀬尾一三                    | 4:47 |
| 4.        | 「Mr.ASIA」(コーラス編曲：山里剛) |           | 飛鳥涼    | 佐藤準                      | 4:40 |
| 5.        | 「MY Mr.LONELY HEART」(ASUKA)     |           | 飛鳥涼    | 飛鳥涼、瀬尾一三            | 4:40 |
| 6.        | 「モーニングムーン」              |           | 飛鳥涼    | 佐藤準                      | 4:09 |
| 7.        | 「指環が泣いた」                  |           | 飛鳥涼    | 佐藤準                      | 4:40 |
| 8.        | 「Count Down」                    |           | CHAGE     | Light House Project         | 4:32 |
| 9.        | 「黄昏を待たずに」                |           | 飛鳥涼    | 飛鳥涼、THE ALPHA、瀬尾一三 | 4:11 |
| 10.       | 「MIDNIGHT 2 CALL」(ASUKA)        |           | 飛鳥涼    | 平野孝幸、澤近泰輔          | 4:24 |
| 合計時間: | 合計時間:                         | 合計時間: | 合計時間: | 45:57                       |      |